# حارة اليمن السعيد (خور مكسر)

تعديل مصدري - تعديل

حارة اليمن السعيد هي إحدى حارات حي السلام الواقع بمديرية خور مكسر التابعة لمحافظة عدن، بلغ تعداد سكانها 616 نسمة حسب تعداد اليمن لعام 2004.